# 長良神社 (館林市台宿町)
長良神社（ながらじんじゃ）は群馬県館林市台宿町にある神社。

## 歴史
代官町天福寺境内にあった長良神社が改築した際に、旧社殿を台宿町がもらい受け、元禄9年（1696年）9月に、創建した。当時台宿町には、真言宗五宝寺の末寺で現在は廃寺となっている不動院が存在したが、その境内に勧請された。不動院は当社の別当も務め、管理や祭典も行った。
明治の神仏分離後は、不動院の管理を離れ、無格社として独立した。古くは毎年3月15日を例祭としたが、現在は4月15日。

## 祭神
- 藤原長良[1]

## 境内
- 本殿
- 拝殿
- 境内社 - 三峯神社
- 石鳥居[注釈 2]

## ギャラリー

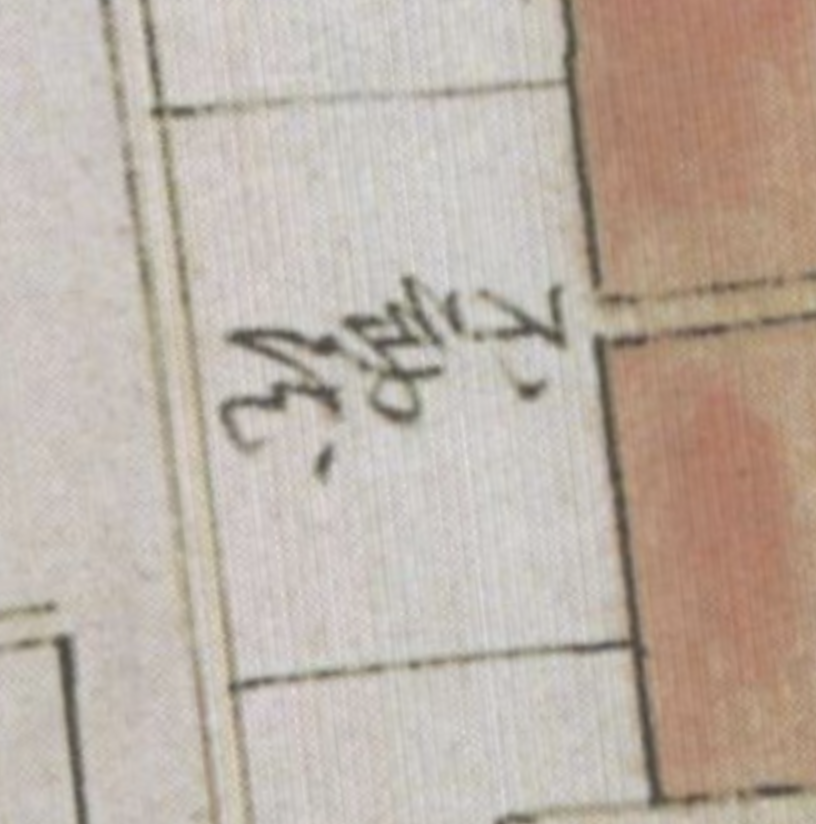
秋元時代の長良神社付近 不動院の記述が見える
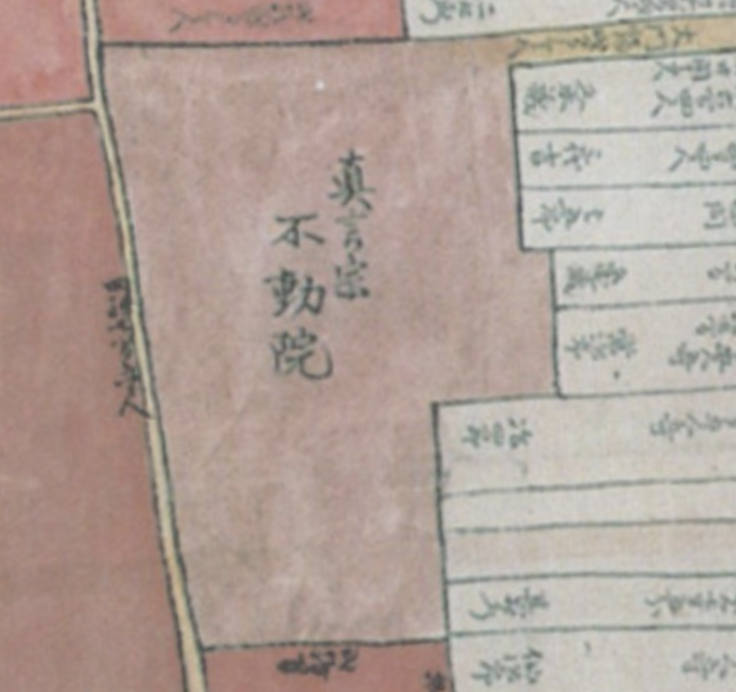
嘉永年間の長良神社付近 不動院の記述が見える
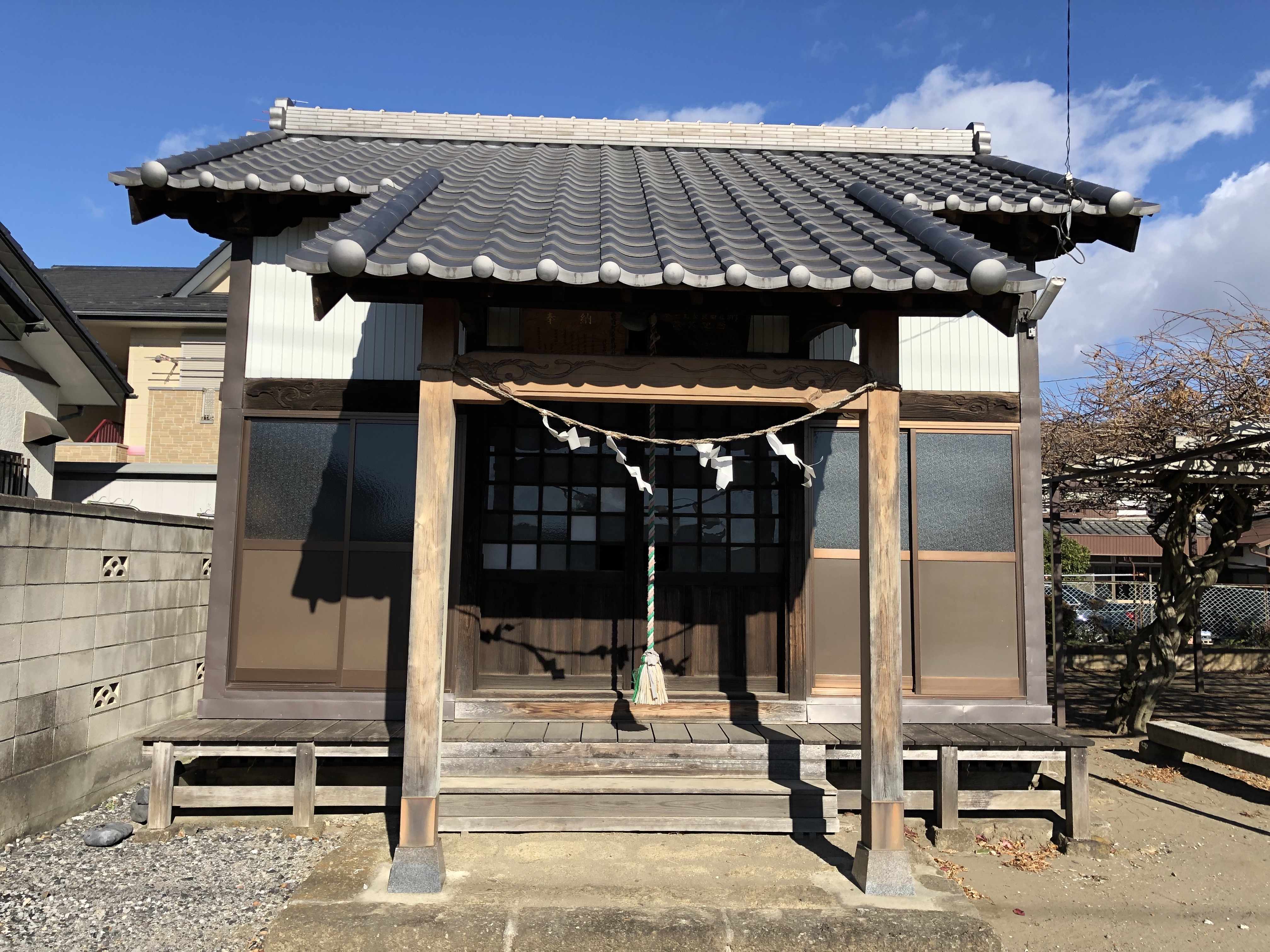
拝殿
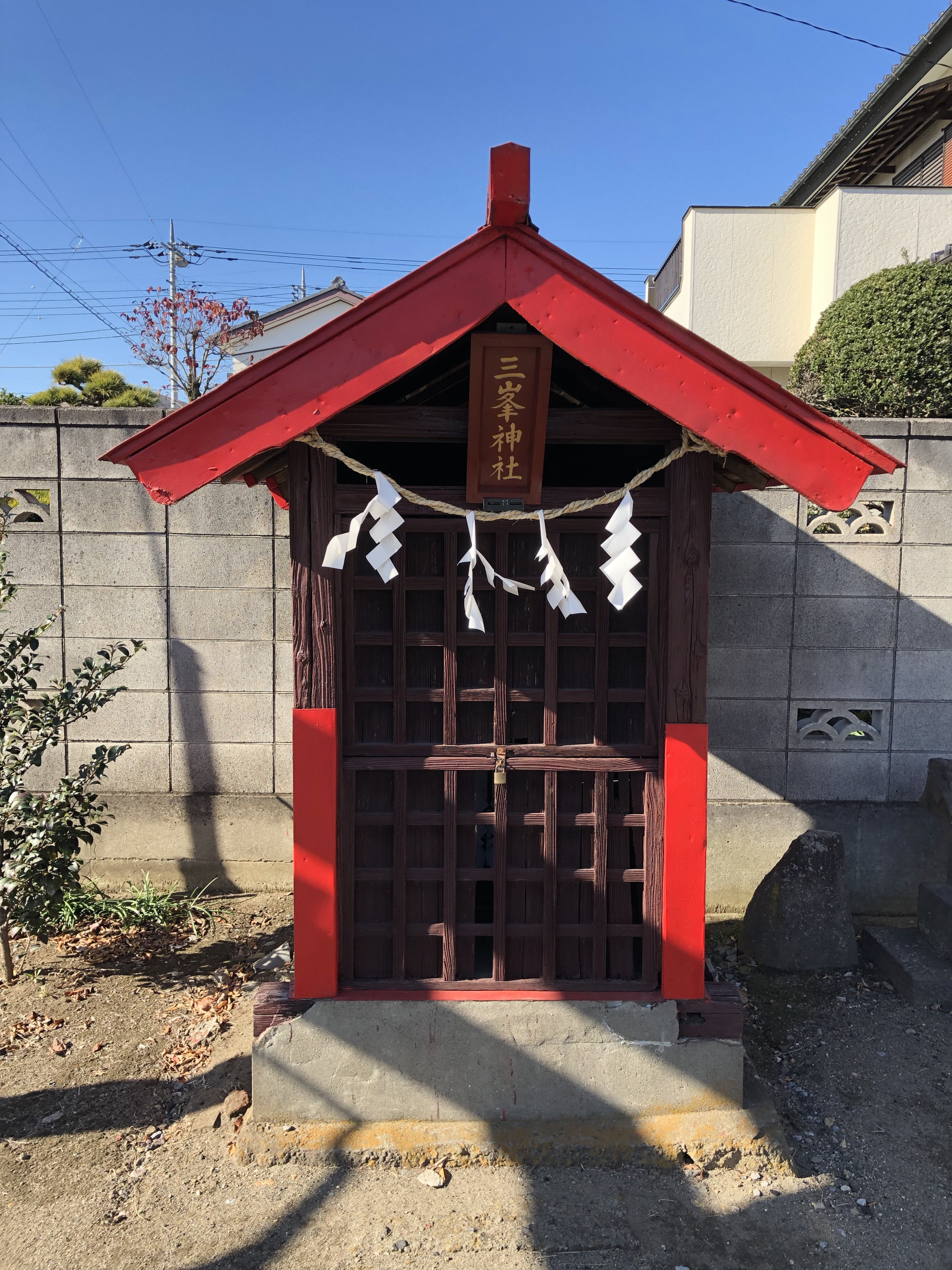
境内社 三峯神社